# Dynasty (série de televisão)
Dynasty é uma série de televisão norte-americana do gênero soap opera baseada na série de mesmo nome dos anos 1980. Desenvolvida por Josh Schwartz, Stephanie Savage e Sallie Patrick, a primeira temporada é estrelada por Elizabeth Gillies como Fallon Carrington, Grant Show como Blake Carrington, Nathalie Kelley como a nova esposa de Blake, Cristal, e James Mackay como seu filho Steven, com Robert Christopher Riley como motorista Michael Culhane, Sam Adegoke como o bilionário Jeff Colby, Rafael de la Fuente como Sam "Sammy Jo" Jones, sobrinho de Cristal e interesse amoroso de Steven, e Alan Dale como Joseph Anders, o mordomo dos Carringtons. A série mais tarde apresentou Alexis Carrington (Nicollette Sheridan / Elaine Hendrix), a ex-esposa de Blake e a estranha mãe de Steven e Fallon; A filha de Anders, Kirby (Maddison Brown); A terceira esposa de Blake, Cristal Flores Jennings (Ana Brenda Contreras / Daniella Alonso); O filho desaparecido de Blake e Alexis, Adam Carrington (Sam Underwood); A meia-irmã de Blake e a mãe de Jeff e Monica, Dominique Deveraux (Michael Michele); e o ex, agora atual marido de Fallon, Liam Ridley (Adam Huber).
O piloto, que foi anunciado em setembro de 2016, foi encomendado para a série em maio de 2017. Dynasty estreou em 11 de outubro de 2017, na The CW nos Estados Unidos e na Netflix internacionalmente um dia depois. Em 8 de novembro de 2017, The CW encomendou uma temporada completa de 22 episódios. Em 2 de abril de 2018, a The CW renovou a série para uma segunda temporada, que estreou em 12 de outubro de 2018. Dynasty foi renovada para uma terceira temporada em 31 de janeiro de 2019, que estreou em 11 de outubro de 2019. Em 7 de janeiro de 2020 , a série foi renovada para uma quarta temporada que estreou em 7 de maio de 2021. A produção da quarta temporada começou oficialmente em 15 de outubro de 2020, e foi anunciado que todas as séries da The CW teriam suas contagens de episódios normais para a temporada pós COVID-19. Em 3 de fevereiro de 2021, a série foi renovada para uma quinta temporada que estreou em 20 de dezembro de 2021. Em 12 de maio de 2022, a The CW cancelou a série após cinco temporadas.

## Premissa
Dynasty começa com a herdeira Fallon Carrington infeliz por encontrar seu pai bilionário, Blake, noivo de Cristal, um funcionário rival da empresa familiar. Quando as conspirações de Fallon para separar o casal saem pela culatra e custam-lhe uma promoção, ela se alia ao inimigo e ex-funcionário de Blake, Jeff Colby, e sai por conta própria. Enquanto isso, a chegada do oportunista sobrinho de Cristal, Sam - que se envolve romanticamente com o rebelde irmão de Fallon, Steven - ameaça expor o passado sombrio de Cristal. Os Carringtons formam uma frente unida após a morte suspeita do ex-amante de Cristal, mas as coisas na mansão não permanecem harmoniosas por muito tempo. Mais tarde, mais Carringtons retornam a Atlanta com planos próprios, incluindo a ex-esposa de Blake, Alexis, a mãe de Steven e Fallon; Adam, o filho desaparecido de Blake e Alexis; e Dominique, meia-irmã de Blake e mãe de Jeff e Monica.
A reinicialização atualiza vários elementos do original dos anos 1980, incluindo a mudança do cenário de Denver, Colorado para Atlanta, Geórgia; fazendo da homossexualidade de Steven um assunto irrelevante para Blake; e transformar o garimpeiro Sammy Jo de mulher para homossexual. Além disso, na nova série, a nova esposa de Blake e seu sobrinho são hispânicos, e o motorista Michael Culhane e a família Colby são afro-americanos.

## Atores e Personagens
- Grant Show como Blake Carrington
- Nicollette Sheridan como Alexis Morell
- Elaine Hendrix como Alexis Morell
- Sam Underwood como Adam Carrington
- Eliza Bennett como Amanda Carrington
- James Mackay como Steven Carrington
- Elizabeth Gillies como Fallon Carrington
- Nathalie Kelley como Cristal flores Machado/Celia flores Machado
- Ana Brenda Contreras como Cristal Jennings
- Daniella Alonso como Cristal Jennings
- Pej Vahdat como Dex Dexter marido da Alexis
- Maddison Brown como Kirby Anders esposa da Amanda
- Rafael de La Fuente como Sam Jones marido do Steven
- Adam Huber como Liam Ridley marido da Fallon
- Lauren Carrington Ridley filha da Fallon e do Liam
- Brett Tucker como Ben Carrington irmão do Blake
- Michael Michele como Dominique Deveraux meia irmã do Blake
- Elena Tovar como Iris Machado irmã da Cristal
- Geovanni Gopradi como Roberto Flores irmão da Cristal
- Mathilde Warnier como Juliette Carrington filha do Ben e sobrinha do Blake
- Sam Adegoke como Jeff Colby filho da Dominique e sobrinho do Blake
- Wakeema Hollis como Monica Colby filha da Dominique e sobrinha do Blake
- Elizabeth Fendrick como Theresa Harrison mãe adotiva do Adam

## Episódios
| Temporada | Temporada | Episódios | Episódios | Originalmente exibido  | Originalmente exibido  |
| Temporada | Temporada | Episódios | Episódios | Estreia da temporada   | Final da temporada     |
| --------- | --------- | --------- | --------- | ---------------------- | ---------------------- |
|           | 1         | 22        | 22        | 11 de outubro de 2017  | 11 de maio de 2018     |
|           | 2         | 22        | 22        | 12 de outubro de 2018  | 24 de maio de 2019     |
|           | 3         | 20        | 20        | 11 de outubro de 2019  | 8 de maio de 2020      |
|           | 4         | 22        | 22        | 7 de maio de 2021      | 1 de outubro de 2021   |
|           | 5         | 22        | 22        | 20 de dezembro de 2021 | 16 de setembro de 2022 |

## Produção

### Desenvolvimento
Em setembro de 2016, foi anunciado que uma reinicialização da série da década de 1980, Dynasty, estava em desenvolvimento na The CW, co-escrita por Josh Schwartz, Stephanie Savage e Sallie Patrick. Savage disse: "Todos nós trabalhamos em programas que temos uma grande dívida com Dynasty, então está no nosso DNA de escrita fazer esse programa." O trio discutiu o que acharam único e atraente na série original e a melhor forma de preservar esses elementos em uma atualização. Eles também se encontraram com Richard e Esther Shapiro, os criadores de Dynasty, que acabaram sendo incluídos como produtores. Schwartz disse: "Estamos definitivamente vivendo em uma era de dinastias. Quer sejam os Trumps ou os Clintons ou os Kardashians ou os Murdochs, nossas notícias estão repletas de mundos de dinastias familiares e isso foi emocionante para nós." Savage acrescentou: "Quando nos sentamos pela primeira vez com os Shapiro para falar sobre reiniciar o show, eles falaram muito sobre família. Não importa as coisas vilãs que fizeram, eles nunca pararam de se amar. Acho que pegamos esse conceito central e em seguida, acabei de falar sobre como colocar a ideia no contexto histórico de nossos dias." Patrick observou que a série dos anos 1980 foi progressiva para a época, lidando com questões como raça, mulheres no local de trabalho e aceitação gay. Ela disse: "Estamos tentando descobrir como respeitamos o que aquela série estava fazendo e levando isso ainda mais longe em nossa versão." De la Fuente disse: "Estamos tentando fazer com que seja por si só e por si só. Mas temos que homenagear o original e o clássico que as pessoas lembram de Dynasty, como a moda, as brigas de gato e a opulência de tudo isso, é claro em nosso show. Não seria Dynasty de outra forma." Patrick disse: "Nós realmente gostamos de olhar para trás através da série antiga e encontrar momentos dramáticos direcionados aos personagens que eles apresentavam, mas depois torná-los nossos e modernizá-los. Mas, ao mesmo tempo, você não pode reiniciar sem fazer isso o seu próprio, e acho que ao longo da temporada, especialmente no final do ano, começamos a deixar ir um pouco mais, e embora haja muitos ovos de Páscoa para os espectadores originais... e há pontos de virada que meio que reformulamos a marca... mas tentamos não nos amarrar muito ao programa antigo, porque às vezes essa âncora pode amarrar o programa."
A nova série mostra a herdeira Fallon Carrington enfrentando sua futura madrasta Cristal, uma mulher hispânica. Patrick disse: "Era importante para mim, como mulher trabalhadora, ter duas mulheres lutando pelo futuro da dinastia". Schwartz disse sobre os personagens rivais:

Mesmo quando você assiste ao original, Fallon é uma personagem que sente que pode existir em 2017. Ela simplesmente sai da tela e pode enfrentar Krystle, que, no original, era pura e o centro moral do show. Com esta nova Cristal, gostamos da ideia de não deixá-la ser tão pura e levantar algumas questões sobre o seu passado e fazê-la mexer a panela - tornando-a mais formidável. Isso realmente nos permitiu entrar nessa rivalidade entre Fallon e Cristal.
Patrick disse: "Sabíamos em nossa versão –2017– que queríamos que o conflito de Steven com Blake não fosse sobre ele ser gay, mas sobre ele ser liberal." Savage observou: "Com Steven Carrington orgulhoso, faz sentido para Sammy Jo ser um homem." Patrick disse em agosto de 2017 que a primeira esposa de Blake, Alexis, seria apresentada durante a primeira temporada, mas que o papel ainda não havia sido escalado. Ela observou: "Sabíamos que Alexis viria antes mesmo de começarmos a filmar o piloto, o que nos permitiu pavimentar o caminho para ela ... durante a temporada, ouvimos as memórias de Blake, Steven e Fallon sobre a mulher que abandonou sua família. Então, no momento em que ela realmente entra na série, nós estabelecemos expectativas sobre sua personagem – que Alexis felizmente quebrará." O papel foi escolhido para Nicollette Sheridan em novembro de 2017, e ela apareceu pela primeira vez no episódio 16 em março de 2018.
O cenário também foi transferido de Denver para Atlanta, em parte por causa da diversidade de Atlanta. Schwartz chamou a cidade de "uma localização realista desta família para se basear", observando que os Shapiro escolheram arbitrariamente Denver para a série original e não foram criativamente ligados a ela. Patrick disse sobre a mudança: "Denver foi obviamente escolhida por algumas razões sólidas na época, sendo uma das capitais do petróleo... Para nós, Denver não tinha a vibração e o conflito de que precisávamos." Ela disse que Atlanta é "uma população superdiversa e uma grande mistura — onde há conflito entre o dinheiro antigo e o novo". Kelley disse: "Esta versão moderna representa uma imagem mais atual do que está acontecendo na América. A diversidade do elenco realmente representa isso." No "revival", o motorista Michael Culhane e a família Colby são afro-americanos. Além disso, as origens venezuelanas de Cristal permitirão ao show explorar a atual geopolítica daquele país.
Patrick disse aquele episódio sete, "A Taste of Your Own Medicine", "traz à tona muitas das histórias que estamos construindo lentamente. Ele atinge o tom do show perfeitamente." Ela adicionou:

Nós amamos a série Dynasty original – o acampamento e as grandes e surpreendentes reviravoltas de sabão. Também sentimos fortemente que precisávamos conquistá-los. Teria sido difícil sair do armário com um episódio como este. Você tem que estar com os personagens por tempo suficiente para começar a se preocupar com eles. Estamos aumentando a loucura seguindo em frente.
Os títulos dos episódios são linhas de diálogo da série original. Além de personagens e enredos retrabalhados, a reinicialização contém várias homenagens visuais à série dos anos 1980, incluindo adereços e guarda-roupa.

### Escolha de elenco
Nathalie Kelley foi escalada como Cristal em janeiro de 2017, seguido por Elizabeth Gillies como Fallon, Sam Adegoke como o playboy Jeff Colby, e Robert Christopher Riley como o motorista de Blake, Michael Culhane, em fevereiro. Os próximos que entraram no elenco foram Grant Show como o pai de Fallon, Blake Carrington, e Rafael de la Fuente como Sam Jones, uma versão gay masculina da série original como Sammy Jo Carrington, em março. Os membros restantes do elenco principal são James Mackay, como o irmão gay de Fallon, Steven, e Alan Dale como Carrington mordomo Anders. Artistas recorrentes adicionais incluem Nick Wechsler como o ex-amante de Cristal, Matthew Blaisdel, Brianna Brown como a esposa de Matthew, Claudia, Wakeema Hollis como a irmã de Jeff, Monica Colby, e Adam Huber como Liam Ridley, o novo marido de Fallon. Em novembro de 2017, Nicollette Sheridan foi escalada para o papel da ex-mulher de Blake, Alexis Carrington, e mais tarde foi promovida ao elenco regular da série na segunda temporada. Outras estrelas convidadas incluem Elena Tovar como Iris Machado, irmã de Cristal e mãe de Sam; Bill Smitrovich como Thomas Carrington, o pai distante de Blake;; e Hakeem Kae-Kazim como Cesil Colby, pai de Jeff e Monica.
Em junho de 2018, Kelley disse ao E! News de que ela não voltaria para a segunda temporada. Ela disse mais tarde: "Acho que não estava à altura do desafio de uma novela noturna ... Acho que a melhor coisa que eles sentiram que podiam fazer é começar do zero." A The CW anunciou em agosto de 2018 que Ana Brenda Contreras havia sido escalada como "a verdadeira Cristal Flores" para a segunda temporada. Maddison Brown também foi escalada como filha de Anders, Kirby. Um comunicado à imprensa de maio de 2018 disse que o programa introduziria a meia-irmã de Blake, Dominique Deveraux, a mãe de Monica e Jeff, na segunda temporada. Em novembro de 2018, a The CW confirmou que Mackay não seria mais um personagem regular da série após os quatro primeiros episódios da segunda temporada, mas retornaria mais tarde na temporada. The CW anunciou em 25 de fevereiro de 2019 que Sheridan estava deixando Dynasty para se concentrar em "algumas responsabilidades familiares pessoais". Sheridan disse em seu próprio depoimento que estava saindo para passar mais tempo com sua mãe em estado terminal em Los Angeles. Sua última aparição foi no episódio "Motherly Overprotectiveness". Em março de 2019, Sam Underwood começou a aparecer como o filho mais velho sequestrado de Blake e Alexis, Adam. Elizabeth Gillies, que já estava interpretando Fallon na série, assumiu o papel após a saída de Sheridan perto do final da segunda temporada. Seu retrato de três episódios foi uma reformulação temporária para dar aos produtores tempo para encontrar um substituto adequado para Sheridan. Em 22 de março de 2019, foi anunciado que Michael Michele havia sido escalada para o papel da meia-irmã de Blake, Dominique. Michele apareceu pela primeira vez em "New Lady in Town".
Em julho de 2019, foi anunciado que Contreras não voltaria para a terceira temporada por motivos pessoais, e que Daniella Alonso assumiria o papel de Cristal. Em 11 de outubro de 2019, foi anunciado que os atores recorrentes Adam Huber e Michael Michele foram promovidos a regulares da série. Em 28 de outubro de 2019, foi anunciado que o papel de Alexis havia sido reformulado com Elaine Hendrix, que apareceria como regular da série.
O personagem original do membro do elenco Alan Dale foi morto no episódio de agosto de 2021 "Go Rescue Someone Else". A escalação de Eliza Bennett como filha secreta de Alexis por Blake, Amanda Carrington, foi anunciada em agosto de 2021.

### Filmagens
O episódio piloto foi filmado em Atlanta. Em 10 de maio de 2017, o reboot de Dynasty recebeu um pedido de série na The CW. Um trailer foi lançado em 18 de maio de 2017. Dynasty estreou na The CW nos Estados Unidos em 11 de outubro de 2017, e em 8 de novembro de 2017, The CW encomendou uma temporada completa de 22 episódios para a série. O elenco de Sheridan foi um fator chave na decisão de dar a Dynasty uma ordem de nove episódios anteriores após os 13 iniciais. Em 2 de abril de 2018, The CW renovou a série para uma segunda temporada, que estreou em 12 de outubro de 2018. Dynasty foi renovada por uma terceira temporada em 31 de janeiro de 2019, que estreou em 11 de outubro de 2019. Em maio de 2019, Deadline Hollywood relatou que o co-produtor executivo Josh Reims sucederia Sallie Patrick como produtor executivo e showrunner na terceira temporada. Em 7 de janeiro de 2020, Dynasty foi renovada para uma quarta temporada que estreou em 7 de maio de 2021.
A produção de Dynasty foi suspensa em março de 2020 como resultado direto da pandemia COVID-19. As filmagens de apenas vinte dos vinte e dois episódios encomendados da terceira temporada foram concluídas na época. Gillies disse: "Então, não há final neste momento, e não há episódio antes do final. Então, termina em um lugar muito estranho ... Não sei se vamos pegar o final mais tarde, eu não tenho certeza qual é o plano. Certamente não deveria terminar no episódio que terminamos, porque é realmente aleatório e nada está resolvido. Peço desculpas se terminar." Mais tarde, foi confirmado que o 20º episódio da temporada, "My Hangover's Arrived", serviria como o final da temporada, embora não tenha sido anunciado se os dois episódios restantes da temporada serão produzidos mais tarde. Foi relatado que se a produção fosse retomada no final do outono de 2020, a quarta temporada seria esperada para estrear na primavera de 2021 ou mais tarde, e o presidente da The CW, Mark Pedowitz, anunciou que todas as séries da rede estariam produzindo "nossa contagem normal de episódios" para o pós-pandemia. A produção da quarta temporada começou oficialmente em 15 de outubro de 2020.[carece de fontes?] Em 3 de fevereiro de 2021, antes da estreia da quarta temporada, The CW renovou a série para uma quinta temporada que estreou em 20 de dezembro de 2021. Em 12 de maio de 2022, a série foi cancelada após cinco temporadas.

### Música
O piloto inclui um flashback do Steven jovem tocando o tema original de Dinastia de Bill Conti no piano. Uma versão atualizada de 15 segundos estreou como uma sequência de créditos de abertura no terceiro episódio com o tema dos anos 1980, "Guilt is for Insecure People", mas só é usado em alguns episódios. O compositor Paul Leonard-Morgan trabalhou com Troy Nõka para obter "uma vibe rock dos anos 80" para a canção, para combinar com a trilha sonora de Leonard-Morgan para a série. O novo tema foi gravado com uma orquestra na Capitol Records em Hollywood, apresentando o trompetista principal da Orquestra Filarmônica de Los Angeles, Tom Hooten.
Na estreia da segunda temporada "Twenty-Three Skidoo", Gillies canta uma versão dos anos 1920 de "Bizarre Love Triangle", do New Order. No episódio da terceira temporada "Something Desperate", Fallon alucina quatro números musicais, cantados por Elizabeth Gillies, Sam Underwood, Grant Show, Daniela Alonso e Rafael de la Fuente.

## Transmissão
Dynasty estreou na The CW nos Estados Unidos em 11 de outubro de 2017, com a estreia da segunda temporada de Riverdale como seu lead-in. A série mudou para sextas-feiras a partir do décimo quarto episódio. A segunda temporada começou a ser exibida em 12 de outubro de 2018, e a terceira temporada estreou em 11 de outubro de 2019. Cada temporada completa é lançada na Netflix nos Estados Unidos alguns dias após o final da temporada.
A Netflix adquiriu direitos de transmissão internacionais exclusivos para Dynasty, disponibilizando episódios como uma série original na plataforma menos de um dia após sua transmissão original nos Estados Unidos nas temporadas um e dois. Ao contrário das temporadas anteriores, a terceira temporada completa foi lançada globalmente na Netflix em 23 de maio de 2020, algumas semanas após o final da temporada.
Les Moonves, o então chefe da CBS Corporation, disse em 2017: "Nós possuímos 100 por cento da [Dynasty] e já licenciamos para a Netflix em 188 países ... Isso significa que Dynasty é lucrativa antes mesmo de chegar o ar." Pedowitz disse em janeiro de 2018: "Estou decepcionado com a audiência, queria fazer mais, mas estou feliz com os valores de produção que Josh, Steph e Sallie estão fazendo. Há mudanças chegando, estou entusiasmado em ter Nicollette [Sheridan] ... Estou ansioso que Nicollette e Liz [Gillies] estão realmente indo para isso como uma situação de mãe e filha, e eu acho que vai dar um pouco de energia ao show."

## Recepção

### Audiência
| Temporada | Horário (ET)                                                               | Episódios | Primeira exibição      | Primeira exibição   | Última exibição        | Última exibição     | Rank | Méd. audiência (milhões) | Adultos de 18–49 anos (média) |
| Temporada | Horário (ET)                                                               | Episódios | Data                   | Audiência (milhões) | Data                   | Audiência (milhões) | Rank | Méd. audiência (milhões) | Adultos de 18–49 anos (média) |
| --------- | -------------------------------------------------------------------------- | --------- | ---------------------- | ------------------- | ---------------------- | ------------------- | ---- | ------------------------ | ----------------------------- |
| 1         | Quarta-feira 21:00h (1-13) Sexta-feira 20:00h pm (14-22)                   | 22        | 11 de outubro de 2017  | 1.26                | 11 de maio de 2018     | 0.56                | 145  | 1.00                     | 0.3                           |
| 2         | Sexta-feira 20:00h                                                         | 22        | 12 de outubro de 2018  | 0.64                | 24 de maio de 2019     | 0.53                | 141  | 0.80                     | 0.2                           |
| 3         | Sexta-feira 21:00h                                                         | 20        | 11 de outubro de 2019  | 0.45                | 8 de maio de 2020      | 0.37                | 133  | 0.59                     | 0.2                           |
| 4         | Sexta-feira 21:00h (1–19; 21–22) Sexta-feira 20:00 (20)                    | 22        | 7 de maio de 2021      | 0.24                | 1 de outubro de 2021   | 0.22                | ASD  | ASD                      | ASD                           |
| 5         | Segunda-feira 20:00h (1) Segunda-feira 21:00h(2) Sexta-feira 21:00h (3–22) | 22        | 20 de dezembro de 2021 | 0.38                | 16 de setembro de 2022 | ASD                 | ASD  | ASD                      | ASD                           |

Em 15 de maio de 2019, Dynasty ficou em 5º lugar na lista das séries mais assistidas na Netflix no Reino Unido e em 8º lugar na lista geral de programas e filmes. A série ficou em 6º lugar na semana seguinte. A terceira temporada estreou em primeiro lugar na lista do serviço das séries mais assistidas na semana de 18 a 24 de maio de 2020, com 2,18% das sessões de compulsão periódica.

### Crítica
O site agregador de críticas Rotten Tomatoes relatou um índice de aprovação de 49% com uma classificação média de 6,54 / 10 com base em 47 resenhas. O consenso do site diz: "O renascimento de Dynasty retém o suficiente do fascínio exagerado de seu antecessor para oferecer um prazer glamoroso e culpado em sua primeira temporada, mesmo que nunca recupere totalmente a magia do original." Metacritic, que usa uma média ponderada, atribuiu uma pontuação de 52 em 100 com base em 17 críticos, indicando "avaliações mistas ou médias".
Chris Harnick da E! Online chamou o piloto de "ensaboado e divertido", acrescentando que a série é "um herdeiro digno do show original e da oferta anterior de Josh Schwartz e Stephanie Savage, Gossip Girl e The O.C.". Adweek chamou o piloto de inferior a Gossip Girl e ao Dynasty original, mas sugeriu que seu emparelhamento com Riverdale "poderia fornecer ao público um filme duplo de prazer culpado".
Tierney Bricker de E! Online apelidou Kelley de "estrela emergente desta temporada", com Gillies "quente em seus saltos Louboutin".

### Prêmios e indicações
| Ano  | Prêmio                      | Categoria                     | Nominado(s)                          | Resultado | Ref.            |
| ---- | --------------------------- | ----------------------------- | ------------------------------------ | --------- | --------------- |
| 2018 | Dorian Awards               | Programa de TV animado do ano | Dynasty                              | Indicado  | [ 120 ]         |
| 2018 | Artista da semana na TVLine | Honoree                       | Nicollette Sheridan ("Enter Alexis") | Indicado  | [ 121 ]         |
| 2018 | People's Choice Awards      | Revival Show de 2018          | Dynasty                              | Venceu    | [ 122 ] [ 123 ] |
| 2019 | Teen Choice Awards          | Ator de TV de drama favorito  | Adam Huber                           | Indicado  | [ 124 ] [ 125 ] |